# Canavalia molokaiensis
Canavalia molokaiensis é uma espécie vegetal da família Fabaceae.
Apenas pode ser encontrada no seguinte país: Estados Unidos da América.
Os seus habitats naturais são: florestas subtropicais ou tropicais húmidas de baixa altitude e matagal húmido tropical ou subtropical.
Está ameaçada por perda de habitat.